# Karancslapujtő
Karancslapujtő là một thị trấn thuộc hạt Nógrád, Hungary. Thị trấn này có diện tích 19,35 km², dân số năm 2010 là 2656 người, mật độ 137 người/km².